# Erik Englund (politiker)
Erik Wilhelm Englund (i riksdagen kallad Englund i Stockholm), född 29 oktober 1889 i Stockholm, död 27 februari 1966 i Stockholm, var en svensk aktuarie, nykterhetskämpe och politiker (folkpartist). 
Erik Englund var son till järnarbetaren Wilhelm Englund. Efter studentexamen 1907 blev han 1909 filosofie kandidat, 1910 filosofie licentiat, 1916 filosofie doktor och 1920 juris kandidat vid Stockholms högskola. Englund blev 1916 amanuens vid Socialstyrelsen och 1917 aktuarie i Kontrollstyrelsen. Han intog en ledande plats inom nykterhetsrörelsen, bland annat som styrelseledamot i Centralförbundet för nykterhetsundervisning och Sveriges nykterhetvänners landsförbund. Mest känd blev han som ledamot av 1928 års revision av rusdryckslagstiftningen, där han hävdade att motboken ledde till negativa konsekvenser för folknykterheten och i stället borde ersättas av en hög alkoholbeskattning. Englund var även ledamot av Centralförbundet för socialt arbete och 1923–1935 frisinnad ledamot av Stockholms stadsfullmäktige. Han utgav 1928 Alkoholfrågan.
Englund var ledamot av första kammaren för folkpartiet 1945–1 mars 1958, invald i Stockholms stads valkrets. Han var bland annat ledamot i konstitutionsutskottet 1953–1958. Han var starkt engagerad i nykterhetsfrågor. Englund är begravd på Norra begravningsplatsen utanför Stockholm.